# نيكول زيليكمان
نيكول زيليكمان (مواليد 30 يناير 2001) هي لاعبة جمباز إيقاعي إسرائيلية معتزلة، حصلت على الميدالية الفضية في منافسات الفرق في بطولة العالم 2019.

## وصلات خارجية
- نيكول زيليكمان على موقع الاتحاد الدولي للجمباز (licence) (الإنجليزية)
- نيكول زيليكمان على موقع الاتحاد الدولي للجمباز (biography) (الإنجليزية)
- نيكول زيليكمان على موقع اللجنة الأولمبية الدولية (الإنجليزية)
- نيكول زيليكمان على موقع أوليمبيديا (الإنجليزية)